# Annalista Saxo
Annalista Saxo (în traducere „Analistul saxon”; n. secolul al XII-lea) este numele dat autorului anonim al unei importante cronici scrise în latină probabil la mijlocul secolului al XII-lea la Mănăstirea Nienburg în Ducatul de Saxonia. Cronicarul anonim a fost adesea identificat în mod eronat cu Arnold, starețul Mănăstirii Nienburg. Totuși identitatea cronicarului a rămas neclară până astăzi.
Cronica lui Annalista Saxo este o colecție de date și fapte despre regii și împărații romano-germani și predecesorii lor carolingieni, precum și despre evenimente contemporane acestora, începând cu anul 741 până în 1139. Datorită istoricului Bernhard Schmeidler, acest cronicar a fost mult timp identificat cu starețul Arnold de la Mănăstirea Nienburg atribuindu-i-se lucrările: „Analele din Nienburg” și „Gesta archiepiscoporum Magdeburgensium”. Istoricul Klaus Naß a contestat aceste idei în 1996 caracterizând lucrarea lui Annalista Saxo drept „o cronică a imperiului în formă analistică de reprezentare”.
Potrivit unor noi cercetări, cronica a fost scrisă între 1148 și 1152 de un ecleziast necunoscut, informațiile pe care le cuprinde provenind din cel puțin 52 de lucrări istoriografice și hagiografice. Această cronică a fost clasificată de istorici ca aparținând grupului de cronicari din Hersfeld. Evenimentele sunt relatate cronologic, dar autorul nu se limitează la fapte ci și oferă propria analiză, mai ales despre evenimentele contemporane lui. Această sursă istorică este importantă pentru studiul istoriei Germaniei (în special secolele al XI-lea și al XII-lea) a genealogiei saxone și a evenimentelor legate de istoria Rusiei Kievene.
Singurul manuscris medieval al lucrării, care cuprinde 237 de pagini scrise pe pergament, provine din Saxonia. Coperta din piele a cărții datează din secolul al XVI-lea. Cronica lui Annalista Saxo se află astăzi în Biblioteca Națională a Franței din Paris. Manuscrisul a fost restaurat în 1993.